# Oezoen Hasan

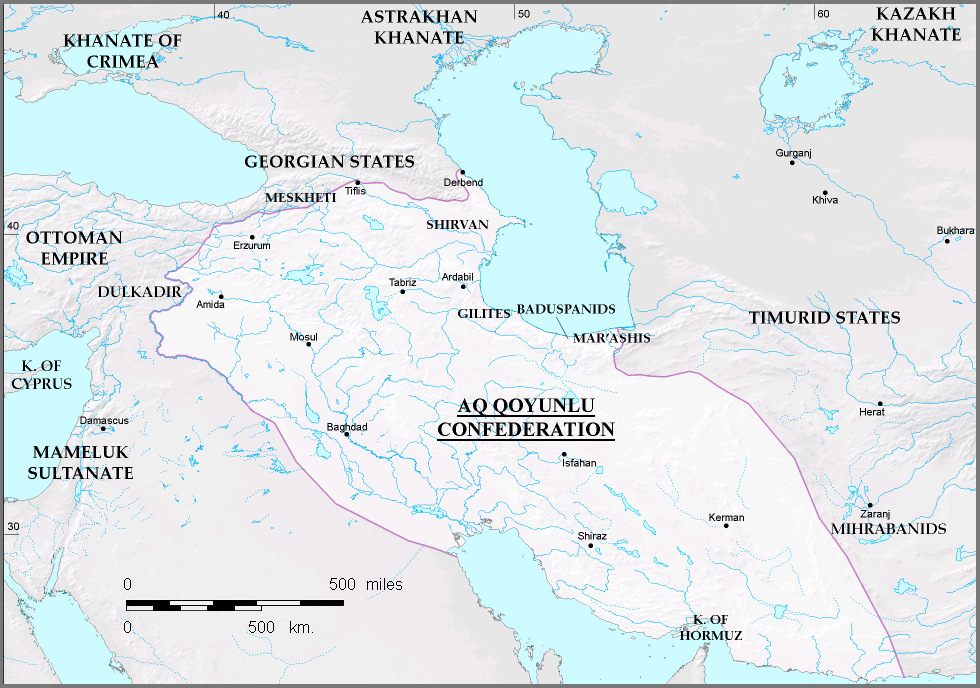
Het rijk Ak Koyunlu bij de dood van Oezoen Hasan in 1478

Oezoen Hasan, Perzisch: اوزون حسن, Azerbeidzjaans: Uzun Həsən, Turks: Uzun Hasan (1423 - 6 januari 1478) was de sultan van de Ak Koyunlu dynastie, die van 1453 tot 1478 heerste over het huidige Iran, Irak, Turkije, Azerbeidzjan en Armenië.
Timoer Lenk had de overgrootvader Kara Osman aangesteld als gouverneur van Diyarbakır met inbegrip van de steden Erzincan, Mardin, Roha (of Şanlıurfa of Urfa) en Sivas. Oezoen Hasan versloeg in 1467 prins Jahan Shah van de Kara Koyunlu.

## Venetiaanse ambassadeurs
In 1463 zond de senaat van Venetië Lazzaro Querini als ambassadeur naar Tabriz om steun te zoeken in hun oorlog tegen het Ottomaans Rijk, maar Oezoen Hasan wilde de Turken niet aanvallen. Oezoen Hasan stuurde zijn eigen ambassadeur Murad met Querini mee terug naar Venetië.
De senaat van Venetië zond toen Caterino Zeno nadat twee anderen geweigerd hadden.
De vrouw van Zeno was een nicht van de vrouw van Oezoen Hasan. Zeno kon Oezoen Hasan overhalen om de Turken aan te vallen. Hasan boekte in het begin succes, maar geen enkele westerse mogendheid vervoegde de aanval. Oezoen Hasan bevocht de Ottomanen nabij Erzincan in 1471 en nabij Tercan in 1473. Mehmed II versloeg hem in de Slag bij Otluk Beli in de nazomer van 1473.
In 1473 werd Giosafat Barbaro ambassadeur van Venetië vanwege zijn ervaring in de Krim, Moskou en Tatarië.
Barbaro kon goed overweg met Oezoen Hasan, maar kon hem niet overhalen om de Ottomanen opnieuw aan te vallen.
Kort daarna kwam Hasans zoon Ogurlu Mohamed in opstand en hij nam Shiraz in.
Toen Venetië een andere ambassadeur, Ambroglio Contarini zond, stuurde Oezoen Hasan hem terug om verslag uit te brengen, terwijl Barbaro moest blijven.
Barbaro vluchtte met een Armeense gids uit Perzië na de dood van Oezoen Hasan in 1478.

## Contarini
Contarini schreef:
"De sultan is groot met een dun gezicht en een slank lichaam. Zijn uiterlijk doet Tataars aan. Hij lijkt zowat zeventig jaar oud. Zijn gebruiken zijn verfijnd en hij praat gemoedelijk met iedereen in zijn omgeving. Ik merkte op dat zijn handen beefden toen hij zijn beker naar zijn lippen bracht."
"Het rijk van Oezoen Hasan is uitgestrekt en grenst aan Turkije en Karamanië dat zich uitstrekt tot Aleppo die tot de Sultan behoren. Oezoen Hasan veroverde Perzië op Causa, die hij ter dood bracht. Ecbatana of Tauris is de verblijfplaats van Oezoen Hasan; Persepolis of Shiraz ligt vierentwintig dagreizen vandaar en is de uiterste stad van het rijk die grenst aan de Zagathais, die de zonen zijn van Buzech, sultan van de Tataren waarmee hij gedurig oorlog voert.  AAn de andere kant ligt het land van de Meden, geregeerd door Sivansa die elk jaar belasting betaalt aan Oezoen Hasan. Er wordt gezegd, dat hij ook enkele provincies heeft aan de andere oever van de Eufraat nabij het Ottomaanse Rijk. Heel het land is tot Isfahan ongewoon dor met weinig bomen en weinig water, maar is toch vruchtbaar in de opbrengst van graan."
"Over zijn oudste zoon Ogurlu Mohamed werd veel gesproken toen ik te Perzië was, omdat hij tegen zijn vader in opstand gekomen was. Oezoen Hasan had drie andere zonen: Khalil Mirza, de oudste van hen was rond vijfendertig jaar oud en bestuurde Shiraz. Jacub beg, een andere zoon van Oezoen Hasan, was rond vijftien en ik ben de naam van de derde zoon vergeten. Bij een van zijn vrouwen had hij een zoon Masubech of Maksud beg, die hij in de gevangenis opgesloten had, omdat hij betrapt was op briefwisseling met de opstandige broer Ogurlu. Hij werd nadien ter dood gebracht.  Volgens de beste inlichtingen die ik ontvangen heb van verschillende personen telt het leger van Oezoen Hasan 50.000 ruiters waarvan de meeste niet veel waard zijn.  Er werd gezegd door ooggetuigen, dat hij een leger van 40.000 Perzen aanvoerde tegen de Turken om Pirameth te herstellen op de troon van Karamanië, waarvan hij door trouwelozen was verdreven."

## Kinderen
Oezoen Hasan had zeven zonen: Ogurlu Mohammed, Khahil Mirza, Maksud beg, Jakub beg, Masih beg, Yusuf beg, and Zegnel. In 1458 trouwde Oezoen Hasan met Theodora Megale Comnena, ook genoemd Despina Hatun, de dochter van keizer Jan IV van Trebizond en zijn vrouw Bagrationi. Hun dochter Halima trouwde met sultan Haydar Safavi en werd de moeder van sjah Ismail I van Perzië.